# 쇼지 우메카
쇼지 우메카(일본어: 庄司 宇芽香, 1985년 8월 20일 ~ )는 일본의 여자 성우, 나레이션이다. 아오니 프로덕션 소속.
아오니 도쿄교 25기생. 도쿄 아트 스쿨 출신. 가나가와현 오다와라시 출신.

## 작품
- 디지몬 유니버스 애플리 몬스터즈 - 카란 에리